# Клаппгольц
Клаппгольц (нім. Klappholz), також Клапгольт (дан. Klapholt) — громада в Німеччині, розташована в землі Шлезвіг-Гольштейн. Входить до складу району Шлезвіг-Фленсбург. Складова частина об'єднання громад Зюдангельн.
Площа — 8,22 км2. Населення становить 451 ос. (станом на 31 грудня 2020).